# Temporada do São Paulo Futebol Clube de 2019
O São Paulo Futebol Clube em 2019, fez parte de sua pré-temporada nos Estados Unidos, onde disputou a Florida Cup entre 8 e 13 de janeiro. Na primeira partida do torneio amistoso, foi derrotado por 2–1 pelo Eintracht Frankfurt, da Alemanha. Na segunda partida, outra derrota, 4–2 para o Ajax, dos Países Baixos, terminando o torneio na última colocação. O Flamengo sagrou-se campeão da competição.
Por terminar o Campeonato Brasileiro de 2018 na 5° colocação, conseguiu vaga para a segunda fase da Libertadores, uma das três fases preliminares à fase de grupos. Na noite de 17 de dezembro de 2019, a CONMEBOL sorteou em sua sede no Paraguai os confrontos das fases prévias e os grupos da Libertadores. Ficou definido que o argentino Talleres seria o primeiro adversário na competição, com as partidas a serem realizadas nos dias 6 e 13 de fevereiro. No jogo de ida, na Argentina, foi derrotado por 2–0. Na volta, no Estádio do Morumbi, mesmo com o apoio da torcida, não conseguiu sair do 0–0, sendo eliminado da competição. Eliminação essa que culminou na demissão do técnico André Jardine.
Na tarde de 21 de novembro de 2018, a Federação Paulista de Futebol divulgou em seu site oficial a tabela completa da primeira fase do Campeonato Paulista. Esta fase foi disputada por 16 clubes divididos em quatro grupos, onde os times enfrentavam apenas os clubes dos outros grupos. O Tricolor avançou à fase seguinte em segundo no grupo D, com 4 vitórias, 3 empates e 5 derrotas. Nas quartas de final passou pelo Ituano (primeiro lugar do mesmo grupo) com duas vitórias (3–1 e 0–1). Na semifinal avançou nos pênaltis contra o Palmeiras após dois empates por 0–0. Na final enfrentou seu maior rival Corinthians, que havia passado pelo Santos. No primeiro jogo da final, empate por 0–0 no Estádio do Morumbi, com mais 58 mil torcedores. No segundo jogo, na Arena Corinthians, perdeu por 2–1 tomando gol aos 44 do segundo tempo. O São Paulo não chegava em uma final de Paulistão desde 2003.
Em 2 de maio, na sede da CBF, no Rio de Janeiro, foram sorteados os confrontos das oitavas de final da Copa do Brasil - os clubes brasileiros que disputaram a Libertadores entram diretamente nas oitavas de final da competição. O Bahia foi o adversário sorteado, sendo o primeiro jogo em São Paulo e o segundo em Salvador. O São Paulo foi eliminado perdendo os dois jogos por 1–0.

## Transferências
| Entradas      |      |                 |                                     |                      |
| Pré-temporada |      |                 |                                     |                      |
|               | Pos. | Jogador         | T.                                  | Clube anterior       |
|               | LD   | Igor Vinícius   | Empréstimo                          | Ituano               |
|               | LE   | Léo             | Compra de direitos/multa rescisória | Fluminense           |
|               | Z    | Lucas Kal       | Empréstimo rescindido               | Vasco da Gama        |
|               | A    | Pablo           | Compra de direitos/multa rescisória | Athletico Paranaense |
|               | G    | Tiago Volpi     | Empréstimo                          | Querétaro            |
|               | M    | Hernanes        | Compra de direitos/multa rescisória | Hebei China Fortune  |
|               | A    | Biro Biro       | Rescisão de contrato                | Shanghai Shenxin     |
|               | V    | Willian Farias  | Rescisão de contrato                | Vitória              |
| Em temporada  |      |                 |                                     |                      |
|               | M    | Jonatan Gómez   | Retorno do empréstimo               | Al-Fayha             |
|               | A    | Alexandre Pato  | Rescisão de contrato                | Tianjin Tianhai      |
|               | V    | Tchê Tchê       | Compra de direitos/multa rescisória | Dínamo de Kiev       |
|               | M    | Vitor Bueno     | Empréstimo                          | Santos               |
|               | A    | Calazans        | Rescisão de contrato                | Fluminense           |
|               | G    | Lucas Perri     | Retorno do empréstimo               | Crystal Palace       |
|               | M    | Lucas Fernandes | Retorno do empréstimo               | Portimonense         |
|               | LD   | Daniel Alves    | Fim de contrato                     | Paris Saint-Germain  |
|               | LD   | Juanfran        | Fim de contrato                     | Atlético de Madrid   |

| Saídas        |      |                  |                                     |                      |
| Pré-temporada |      |                  |                                     |                      |
|               | Pos. | Jogador          | T.                                  | Clube de destino     |
|               | A    | Joanderson       | Compra de direitos/multa rescisória | Grêmio               |
|               | LD   | Auro             | Compra de direitos/multa rescisória | Toronto FC           |
|               | LE   | Bruno Dip        | Empréstimo                          | Atlético Goianiense  |
|               | Z    | Rodrigo Caio     | Compra de direitos/multa rescisória | Flamengo             |
|               | A    | João Paulo       | Fim de contrato                     | Ceará                |
|               | LD   | Bruno            | Fim de contrato                     | Internacional        |
|               | LD   | Foguete          | Fim de contrato                     | Cascavel             |
|               | M    | Roni             | Fim de contrato                     | Adanaspor            |
|               | G    | Sidão            | Rescisão de contrato                | Goiás                |
|               | M    | Thomaz           | Empréstimo                          | Bolívar              |
|               | Z    | Iago Maidana     | Compra de direitos/multa rescisória | Atlético Mineiro     |
|               | M    | Shaylon          | Empréstimo                          | Bahia                |
|               | LD   | Danilo Belão     | Empréstimo                          | Votuporanguense      |
|               | M    | Geovane          | Empréstimo                          | Louletano            |
|               | A    | Pedro Bortoluzo  | Empréstimo                          | Criciúma             |
|               | A    | Santiago Tréllez | Empréstimo                          | Internacional        |
| Em temporada  |      |                  |                                     |                      |
|               | G    | Lucas Perri      | Empréstimo                          | Crystal Palace       |
|               | A    | Maicosuel        | Empréstimo                          | Paraná               |
|               | LE   | Caíque           | Empréstimo                          | Criciúma             |
|               | Z    | Tuta             | Compra de direitos/multa rescisória | Eintracht Frankfurt  |
|               | V    | Pedro Augusto    | Empréstimo                          | Louletano            |
|               | A    | Gabriel Novaes   | Empréstimo                          | Barcelona B          |
|               | A    | Diego Souza      | Empréstimo                          | Botafogo             |
|               | V    | Araruna          | Empréstimo                          | Fortaleza            |
|               | LE   | Edimar           | Rescisão de contrato                | Bragantino           |
|               | A    | Brenner          | Empréstimo                          | Fluminense           |
|               | M    | Jonatan Gómez    | Empréstimo                          | CSA                  |
|               | LE   | Bruno Dip        | Empréstimo                          | Vila Nova            |
|               | Z    | Lucão            | Fim de contrato                     | Goiás                |
|               | A    | Paulinho Boia    | Empréstimo                          | São Bento            |
|               | Z    | Rodrigo          | Empréstimo                          | Portimonense         |
|               | G    | Lucas Paes       | Empréstimo                          | Louletano            |
|               | A    | Biro Biro        | Rescisão de contrato                | Nova Iguaçu          |
|               | M    | Nenê             | Rescisão de contrato                | Fluminense           |
|               | M    | Lucas Fernandes  | Compra de direitos/multa rescisória | Portimonense         |
|               | M    | Everton Felipe   | Empréstimo                          | Athletico Paranaense |
|               | A    | Gabriel Novaes   | Empréstimo                          | Córdoba              |
|               | Z    | Morato           | Compra de direitos/multa rescisória | Benfica B            |
|               | LE   | Júnior Tavares   | Empréstimo                          | Portimonense         |
|               | Z    | Lucas Kal        | Empréstimo                          | América Mineiro      |
|               | V    | Willian Farias   | Rescisão de contrato                | Sport                |
|               | LD   | Bruno Peres      | Empréstimo rescindido               | Sport                |

## Fatos marcantes

### Novo coordenador técnico
Em 2 de janeiro o São Paulo anunciou a contratação de Vagner Mancini para a coordenação técnica, cargo que foi ocupado por Ricardo Rocha em 2018. Segundo o clube, Mancini será um importante elo entre os membros da diretoria, da comissão técnica e os atletas. Ele também será responsável pela sistematização de metodologias e processos internos e supervisionará a análise de desempenho e de mercado, além de dar sequência à constante integração entre o time principal e as categorias de base. Antes de chegar ao Tricolor, Mancini dirigiu o Vitória em 2018.
| “                       | Respeito muito a profissão de treinador, mas vi nessa oportunidade que o São Paulo me proporciona uma grande chance de aproveitar o conhecimento adquirido como atleta e fora do campo em uma nova função. Estou muito otimista e confiante com essa nova etapa da minha carreira. | ” |
| — falou Vagner Mancini, | |   |

### Troca de treinadores
Em 14 de fevereiro, a diretoria do São Paulo anunciou o afastamento de André Jardine do cargo de técnico. Junto com isso, o Tricolor confirmou acerto com Cuca, que assumirá o comando da equipe depois do Campeonato Paulista, por recomendação médica, e terá contrato até dezembro de 2020. A equipe foi comandada interinamente por Vagner Mancini.
| “                                            | Nessa mudança de rumo, conversamos bastante sobre os nomes para substituir o Jardine e foi unânime que o melhor nome é do Cuca. Ele vai ser o novo treinador do São Paulo. Conversamos com ele. Ele está com problema médico, que deve se resolver num período breve, alguns meses. Por isso, não poderá assumir agora. Quem será o treinador do São Paulo no futuro é o Cuca. | ” |
| — disse Raí, diretor-executivo do São Paulo, | |   |

O retorno de Cuca ao São Paulo, clube que comandou em 2004 por 51 jogos, foi consumado após a eliminação precoce do time na Libertadores, fato que abreviou a passagem de André Jardine.
Apresentação de Cuca
Em 18 de fevereiro, Cuca foi apresentado oficialmente como treinador do São Paulo, e concedeu entrevista coletiva no CT da Barra Funda. Demonstrando otimismo, revelou as suas expectativas para retomar a trajetória no clube:
| “             | Temos ambições de ser campeões nesse ano. Peço a torcida do São Paulo que tenha confiança em mim, porque estou muito animado e sinto que posso contribuir com o São Paulo dentro da minha profissão. | ” |
| — disse Cuca, | |   |

Cuca acabou se reapresentando antes do previsto. Em 1 de abril, depois do primeiro jogo da semifinal do Paulistão contra o Palmeiras, realizou seu primeiro treino com o elenco.

### Mudança nomarketing
Em 25 de fevereiro, o clube comunicou que João Fernando Rossi é o novo diretor executivo de marketing. Ele substitui Luiz Fiorese, demitido do cargo. O nome do profissional foi aprovado por unanimidade em reunião do Conselho de Administração. Rossi era presidente da Liga Nacional de Basquete até o fim de 2018, quando virou gestor do time de basquete masculino do São Paulo.
| “                               | Apesar de serem realidades diferentes, muitos conceitos que aplicamos na gestão da Liga podem ser aproveitados no clube. É claro que o torcedor sempre atrela o marketing à geração de receitas e esse é nosso objetivo principal, mas isso será decorrência natural de ações que tomarmos em diversas frentes de atuação para o fortalecimento da nossa marca, desde o estreitamento do relacionamento com nossos parceiros até a prospecção de novos patrocínios e criação de novas formas de nos comunicarmos com nosso torcedor. | ” |
| — comentou João Fernando Rossi, | |   |

### Novo patrocinador
Em 1 de março, o clube anunciou um novo patrocinador, a AOC International, produtora de monitores e televisores, em um contrato válido até março de 2020. Os valores não foram divulgados. A empresa vai estampar a sua logomarca na linha frontal da camisa do São Paulo, do lado oposto do logo da Adidas, fornecedora de material esportivo.
| “                                                              | Temos uma série de exemplos de como a associação das empresas com o clube trazem resultados satisfatórios em diversas frentes, seja em conhecimento de marca ou aumento de vendas. Desejamos as boas vindas à AOC e que tenhamos um período muito vitorioso. | ” |
| — falou o presidente Carlos Augusto de Barros e Silva, o Leco, | |   |

Depois que anunciou o patrocínio da multinacional, o São Paulo sofreu inúmeros questionamentos pelo fato de ser o mesmo patrocinador da arbitragem do Campeonato Paulista. Assim, a estreia do uniforme com o novo patrocinador que estava marcada para o dia 9 de março, no duelo contra a Ferroviária, foi adiada para a primeira partida do clube pelo Campeonato Brasileiro. O contrato que teria validade até março de 2020, passa a ser até abril da próxima temporada.

### Complexo social interditado
Em 2 de março, o São Paulo anunciou a interdição de seu complexo social por período indeterminado devido aos estragos causados pela chuva que atingiu a capital paulista. Em nota, o clube afirmou que as quadras de tênis, piscinas e área administrativa foram os locais mais afetados e "já contam com a ação de um mutirão de limpeza e avaliações de peritos. Um muro desmoronou para a parte de dentro do clube e um portão cedeu. O lixo ficou acumulado junto com pedaços do muro caído e a área das piscinas ficou completamente tomada pela lama, assim como a rua do lado de fora e os carros que estavam estacionados. Com a interdição, a partida contra a Ferroviária, que seria realizada no estádio, foi transferida para o Estádio do Pacaembu.
Em 9 de março, a sede social do clube e o Estádio do Morumbi foram mais umas vez castigados pelas fortes chuvas na capital paulista. Em nota, o clube informou que a dimensão e as consequências, no entanto, foram significativamente menores. Com isso, o clássico contra o Palmeiras também foi transferido para Estádio do Pacaembu.

### Jean é afastado do elenco
Em 18 de março, dois dias depois da terceira derrota em clássicos na temporada, desta vez para o Palmeiras, o técnico interino Vagner Mancini teve uma conversa de uma hora com o elenco antes de um treino CT da Barra Funda. Na conversa, Mancini elogiou a postura de alguns jogadores nesse momento de crise do São Paulo e fez algumas ponderações em relação a outros atletas. Em determinado momento da conversa, Jean se sentiu incomodado por ser cobrado mesmo sem estar jogando, deixou a conversa que a comissão técnica tinha com o elenco e depois não treinou com o time. O goleiro acabou multado e afastado do elenco pela diretoria são-paulina.
Na manhã de 20 de março, Jean se posicionou sobre o assunto por meio de uma rede social. O goleiro disse que Mancini, desde sua chegada, em janeiro, não o trata "da mesma forma que todo o restante do grupo de jogadores". O goleiro relata ter perdido a paciência ao ver Mancini o apontando como "um dos responsáveis" pela derrota para o Palmeiras, sem nem ter jogado.
| “                                                 | Em nenhum momento fui cobrado em quesitos técnicos e táticos, já que nem em campo eu estava. Segundo ele, o motivo era que eu, ao término do jogo, fui tomar banho. Quando o jogo terminou, eu e cerca de sete ou oito jogadores fomos para os chuveiros (alguns inclusive que haviam participado do jogo), fato absolutamente rotineiro. Neste meio tempo, alguns atletas chamaram a reza final no vestiário. Saí do chuveiro prontamente e fui para o “fechamento”, como chamamos. Cheguei, inclusive, antes de outros jogadores para participar da roda e da última conversa. Mas, na segunda, no CT, fui cobrado de forma individual por ter ido tomar banho ao chegar no vestiário, o que não fez nenhum sentido para mim. | ” |
| — diz um trecho do post de Jean em seu Instagram, | |   |

| “                                                    | É bom explicar que desde a sua chegada ao São Paulo, Mancini não me trata da mesma forma que todo o restante do grupo de jogadores, motivado por uma rivalidade nos clubes em que trabalhamos anteriormente. Quando ele foi colocado na posição de técnico, mesmo tendo prometido que não assumiria esta posição, eu já sabia que eu começaria a ser renegado e dificilmente poderia entrar em campo, fazer meu papel e ajudar o São Paulo da melhor forma possível. Ainda assim continuei trabalhando e dando meu melhor nos treinos, como é minha obrigação. | ” |
| — diz outro trecho do post de Jean em seu Instagram, | |   |

Em 21 de março, Vagner Mancini se manifestou sobre a polêmica após o empate com o São Caetano. O treinador interino disse que a explicação dada pelo jogador em uma publicação em sua rede social não é verdadeira e que ele não entendeu o ocorrido na reunião do elenco.
| “                                          | Eu gostaria de falar que o que eu li na nota que o Jean soltou não é verdade. Em determinado momento, lá atrás, quando o Jean não quis ir ao jogo contra o Red Bull, sentei com ele por quase meia hora e bati um papo com o atleta. Eu conheço ele desde que ele tinha 14 anos, através de uma pelada lá em Salvador. Sou amigo do pai dele, jamais agiria de uma forma que não seria mostrar o caminho certo. Naquele momento não era a atitude correta dele, ele estava reivindicando uma titularidade, e eu expliquei isso para ele. Teve uma cobrança em cima do grupo, e somente ele se rebelou. Eu disse para ele que ele estava fazendo a coisa errada. Ali não estava o técnico Vagner Mancini, estava o pai Vagner Mancini. Aqui estou dando a minha versão do que aconteceu. O que eu li na nota não é a realidade dos fatos. | ” |
| — explicou Mancini em entrevista coletiva, | |   |

Em 2 de abril, após pedidos de desculpas públicas, Jean foi reintegrado e voltou a treinar com o restante do elenco.

### Carneiro suspenso por doping
O atacante Gonzalo Carneiro foi suspenso provisoriamente após ser flagrado em exame antidoping que atestou a presença de uma das substâncias da cocaína. O São Paulo disse ter sido comunicado diretamente pelo jogador. O uruguaio ficou fora da segunda final do Paulistão contra o Corinthians. O motivo divulgado pelo clube foi tendinite no joelho esquerdo. Ele não poderia ser usado pelo Tricolor na decisão por conta dessa suspensão. Carneiro foi pego no doping no jogo contra o Palmeiras no Pacaembu, na primeira fase do Paulistão, no dia 16 de março.
O atacante fez a contraprova e teve seu contrato suspenso pelo clube. Pelo protocolo do Código Mundial Antidopagem de 2015, o próximo passo no caso agora é a realização de uma audiência de instrução onde, ao lado do seu advogado, Gonzalo Carneiro dará a sua versão do que aconteceu. Em média, o prazo para isso acontecer é de seis meses.

### Funcionário do clube agride torcedor
Em 30 de maio, após ser eliminado nas oitavas de final da Copa do Brasil pelo Bahia, uma confusão entre um torcedor e funcionários do São Paulo marcou o desembarque do time no aeroporto de Congonhas. Sozinho, o torcedor xingou jogadores, foi contido por seguranças e levou um chute.
| “                                               | O SPFC lamenta o episódio ocorrido no desembarque da delegação nesta quinta-feira no aeroporto de Congonhas. A atitude do funcionário não se justifica, não reflete nossos princípios institucionais e será objeto das medidas pertinentes. | ” |
| — lamentou o clube por meio de uma rede social, | |   |

Dias depois, o clube afastou o funcionário por tempo indeterminado. Em 15 de julho, o segurança acabou sendo demitido.

## Pré-temporada

### Florida Cup
Classificação
| Pos. | Clube               | Pts | J | V | VP | DP | D | GP | GC | SG |
| ---- | ------------------- | --- | - | - | -- | -- | - | -- | -- | -- |
| 1    | Flamengo            | 5   | 2 | 1 | 1  | 0  | 0 | 3  | 2  | +1 |
| 2    | Ajax                | 4   | 2 | 1 | 0  | 1  | 0 | 6  | 4  | +2 |
| 3    | Eintracht Frankfurt | 3   | 2 | 1 | 0  | 0  | 1 | 2  | 2  | 0  |
| 4    | São Paulo           | 0   | 2 | 0 | 0  | 0  | 2 | 3  | 6  | –3 |

Partidas
| 10 de janeiro | Eintracht Frankfurt                       | 2 – 1     | São Paulo                                                              | São Petersburgo, Estados Unidos                                        |  |
| 22:00 (UTC−2) | Rebić 9' (pen) · Fabián 68' · Tawatha 83' | Relatório | Nenê 55' · Igor Vinícius 64' · Everton Felipe 65' · Willian Farias 78' | Estádio: Al Lang Árbitro: EUA Andrew Musashe Homem do jogo: Ante Rebić |  |

| 12 de janeiro | São Paulo                                                | 2 – 4     | Ajax                                                                             | Orlando, Estados Unidos                                                            |  |
| 16:00 (UTC−2) | Hernanes 21' · Jucilei 39' · Brenner 64' · Biro Biro 70' | Relatório | van de Beek 56' · Tadić 72' (pen) · Dolberg 78' · Magallán 88' · David Neres 90' | Estádio: Orlando City Árbitro: EUA Elvis Osmanovic Homem do jogo: Matthijs de Ligt |  |

## Competições

### Campeonato Paulista - Série A1

#### Primeira fase
Classificação - Grupo D
|  | v d e |

Partidas
| 19 de janeiro 1                                | São Paulo                                                                                         | 4 – 1          | Mirassol                              | São Paulo                                                                                 |  |
| 19:30 (UTC−2)                                  | Bruno Peres 13' · Anderson Martins 29' · Hudson 36', 65' · Pablo 50' · Reinaldo 58' · Helinho 61' | Súmula Borderô | Leandro Amaro 49', 56' Léo Baiano 77' | Estádio: Pacaembu Público: 20 355 Renda: R$ 673 518,00 Árbitro: SP Leandro Bizzio Marinho |  |
| Nota: Pablo foi eleito o craque da 1.ª rodada. |                                                                                                   |                |                                       |                                                                                           |  |

| 24 de janeiro 2 | Novorizontino                            | 0 – 3          | São Paulo                                                  | Novo Horizonte                                                                                         |  |
| 21:00 (UTC−2)   | Felipe Marques 44' Flávio Boaventura 85' | Súmula Borderô | Éverton 8' · Diego Souza 30' · Pablo 72' · Tiago Volpi 87' | Estádio: Jorge Ismael de Biasi Público: 5 455 Renda: R$ 291 095,00 Árbitro: SP Márcio Henrique de Góis |  |

| 27 de janeiro 3 | Santos | 2 – 0          | São Paulo                                            | São Paulo |  |
| 17:00 (UTC−2)   | González 40', 66' · Luiz Felipe 44', 53' · Pituca 65' · João Paulo 67' · Copete 84' · Sánchez 85' · Felippe Cardoso 90+2' | Súmula Borderô | Hudson 38' Reinaldo 40' Arboleda 72' Bruno Alves 88' | Estádio: Pacaembu Público: 18 601 Renda: R$ 630 964,00 Árbitro: SP Vinícius Furlan Homem do jogo: Derlis González |  |

| 31 de janeiro 4 | São Paulo | 0 – 1          | Guarani                                                                             | São Paulo                                                                                     |  |
| 21:00 (UTC−2)   |           | Súmula Borderô | William Matheus 1' · Felipe Amorim 19' · Kléver 37' · Romisson 50' · Ricardinho 90' | Estádio: Pacaembu Público: 11 505 Renda: R$ 292 238,50 Árbitro: SP Douglas Marques das Flores |  |

| 3 de fevereiro 5 | São Paulo                   | 1 – 0          | São Bento                                            | São Paulo |  |
| 17:00 (UTC−2)    | Hernanes 60' · Hudson 90+1' | Súmula Borderô | João Paulo 20' Edson Ratinho 22' Guilherme Romão 84' | Estádio: Pacaembu Público: 8 855 Renda: R$ 297 373,00 Árbitro: SP Vinícius Gonçalves Dias Araújo Homem do jogo: Hernanes |  |

| 9 de fevereiro 6 | Ponte Preta                   | 1 – 0          | São Paulo                 | Campinas                                                                                      |  |
| 19:00 (UTC−2)    | Arnaldo 22' · Hugo Cabral 78' | Súmula Borderô | Hernanes 31' Reinaldo 51' | Estádio: Moisés Lucarelli Público: 4 144 Renda: R$ 94 130,00 Árbitro: SP Raphael Claus (FIFA) |  |

| 17 de fevereiro 7 | Corinthians                                            | 2 – 1          | São Paulo                                                      | São Paulo                                                                                           |  |
| 19:00 (UTC−3)     | Manoel 43' · Gustavo 72' · Pedrinho 76' · Cássio 90+3' | Súmula Borderô | Pablo 56' · Igor Vinícius 65' · Tiago Volpi 68' · Hernanes 82' | Estádio: Arena Corinthians Público: 42 303 Renda: R$ 2 219 753,00 Árbitro: SP Lucas Canetto Bellote |  |

| 24 de fevereiro 8 | São Paulo    | 0 – 0          | Red Bull Brasil                                   | São Paulo |  |
| 17:00 (UTC−3)     | Carneiro 18' | Súmula Borderô | Pio 62' Osman 90+2' Romário 90+3' Léo Ortiz 90+6' | Estádio: Morumbi Público: 10 391 Renda: R$ 255 422,00 Árbitro: SP Luiz Flávio de Oliveira (FIFA) Homem do jogo: Antony |  |

| 3 de março 9  | Bragantino                                      | 0 – 2          | São Paulo                                                      | Bragança Paulista                                                                                           |  |
| 17:00 (UTC−3) | Buiú 3' Juliano 13' Renan Paulino 60' Magno 87' | Súmula Borderô | Bruno Alves 32' · Igor Vinícius 38' · Pablo 62' · Arboleda 75' | Estádio: Nabi Abi Chedid Público: 5 379 Renda: R$ 216 425,00 Árbitro: SP Rodrigo Guarizo Ferreira do Amaral |  |

| 9 de março 10 | São Paulo                                 | 1 – 1          | Ferroviária                                                                    | São Paulo                                                                                  |  |
| 21:00 (UTC−3) | Hernanes 46' · Bruno Alves 56' · Luan 63' | Súmula Borderô | Rayan 2' · Léo Artur 19' · Tony 71' · Arthur Henrique 83' · Lúcio Flávio 90+4' | Estádio: Pacaembu Público: 9 985 Renda: R$ 267 057,00 Árbitro: SP Adriano de Assis Miranda |  |

| 16 de março 11 | São Paulo                      | 0 – 1          | Palmeiras                                                                                 | São Paulo                                                                                |  |
| 16:30 (UTC−3)  | Pablo 28' Anderson Martins 69' | Súmula Borderô | Moisés 14' · Gustavo Gómez 34' · Antônio Carlos 39' · Borja 44' · Carlos Eduardo 79', 89' | Estádio: Pacaembu Público: 17 705 Renda: R$ 689 900,00 Árbitro: SP Thiago Duarte Peixoto |  |

| 20 de março 12 | São Caetano                         | 1 – 1          | São Paulo                                                                      | São Caetano do Sul                                                                                          |  |
| 21:30 (UTC−3)  | Max 28' · Pablo 44', 85' · Capa 64' | Súmula Borderô | Hudson 39' · Antony 69' · Anderson Martins 71' · Bruno Alves 76' · Pablo 90+3' | Estádio: Anacleto Campanella Público: 2 981 Renda: R$ 126 380,00 Árbitro: SP Luiz Flávio de Oliveira (FIFA) |  |

#### Fase final
Quartas de final
| 24 de março Ida                                                             | São Paulo                        | 2 – 1          | Ituano                        | São Paulo |  |
| 16:00 (UTC−3)                                                               | Igor Gomes 33', 60' · Antony 90' | Súmula Borderô | Bassani 67' · Morato 83', 87' | Estádio: Morumbi Público: 18 573 Renda: R$ 511 098,00 Árbitro: SP José Cláudio Rocha Filho Homem do jogo: Igor Gomes |  |
| Nota: Igor Gomes foi eleito o craque dos jogos de ida das quartas de final. |                                  |                |                               | |  |

| 27 de março Volta                                                          | Ituano                    | 0 – 1 (1–3 agr.) | São Paulo                                                 | Itu                                                                                               |  |
| 19:15 (UTC−3)                                                              | Morato 11' Gui Mendes 69' | Súmula Borderô   | Everton Felipe 41' · Liziero 61' · Pablo 65' · Antony 72' | Estádio: Novelli Júnior Público: 9 028 Renda: R$ 353 630,00 Árbitro: SP Flávio Rodrigues de Souza |  |
| Nota: Liziero foi eleito o craque dos jogos de volta das quartas de final. |                           |                  |                                                           |                                                                                                   |  |

Semifinal
| 30 de março Ida                                                   | São Paulo                                    | 0 – 0          | Palmeiras                                                           | São Paulo                                                                           |  |
| 18:00 (UTC−3)                                                     | Liziero 24' Luan 42' Arboleda 57' Hudson 88' | Súmula Borderô | Felipe Melo 17' Victor Luis 47' Marcos Rocha 55' Gustavo Scarpa 87' | Estádio: Morumbi Público: 43 202 Renda: R$ 1 809 853,00 Árbitro: SP Vinícius Furlan |  |
| Nota: Antony foi eleito o craque dos jogos de ida das semifinais. |                                              |                |                                                                     |                                                                                     |  |

| 7 de abril Volta                                                          | Palmeiras                         | 0 – 0 (0–0 agr.) (4–5 pen.)                                 | São Paulo                           | São Paulo |  |
| 16:00 (UTC−3)                                                             | Gustavo Gómez 18' Deyverson 90+5' | Súmula Borderô                                              | Hudson 18' Reinaldo 47' Éverton 57' | Estádio: Allianz Parque Público: 39 751 Renda: R$ 2 665 699,30 Árbitro: SP Flávio Rodrigues de Souza Homem do jogo: Antony |  |
|                                                                           |                                   | Penalidades                                                 |                                     | |  |
| Bruno Henrique Gustavo Gómez Ricardo Goulart Luan Diogo Barbosa Zé Rafael |                                   | Nenê Everton Felipe Hudson Carneiro Tiago Volpi Bruno Alves |                                     | |  |
| Nota: Tiago Volpi foi eleito o craque dos jogos de volta das semifinais.  |                                   |                                                             |                                     | |  |

Final
| 14 de abril Jogo de ida | São Paulo      | 0–0            | Corinthians | São Paulo |  |
| 16:00 (UTC−3)           | Igor Gomes 10' | Súmula Borderô | Ramiro 7'   | Estádio: Morumbi Público: 58 713 Renda: R$ 6 350 830,00 Árbitro: SP Luiz Flávio de Oliveira (FIFA) Homem do jogo: Clayson |  |

| 21 de abril Jogo de volta | Corinthians                                                                 | 2–1 (2–1 agr.) | São Paulo                   | São Paulo |  |
| 16:00 (UTC−3)             | Danilo Avelar 31' · Fagner 35' · Ramiro 85' · Clayson 85' · Vagner Love 89' | Súmula Borderô | Antony 45+2' · Reinaldo 58' | Estádio: Arena Corinthians Público: 46 481 Renda: R$ 5 014 884,00 Árbitro: SP Raphael Claus (FIFA) Homem do jogo: Antony |  |

### CONMEBOL Libertadores

#### Fase preliminar
Segunda fase
| 6 de fevereiro Ida | Talleres                                            | 2 – 0     | São Paulo                              | Córdoba, Argentina                                                                          |  |
| 21:30 (UTC−2)      | Ramírez 57' · Cubas 76' · Díaz 78' · Pochettino 86' | Relatório | Pablo 16' Hernanes 44' Hudson 61', 80' | Estádio: Mario Alberto Kempes Árbitro: COL Wilmar Roldán (FIFA) Homem do jogo: Juan Ramírez |  |

| 13 de fevereiro Volta | São Paulo                                     | 0 – 0 (0–2 agr.) | Talleres             | São Paulo, Brasil |  |
| 21:30 (UTC−2)         | Bruno Peres 15' Éverton 36', 80' Hernanes 75' | Relatório        | Herrera 66' Díaz 74' | Estádio: Morumbi Público: 44 737 Renda: R$ 3 032 195,00 Árbitro: EQU Roddy Zambrano (FIFA) Homem do jogo: Guido Herrera |  |

### Campeonato Brasileiro - Série A

#### Classificação
| Pos | Equipe               | Pts | J  | V  | E  | D  | GP | GC | SG  | Classificação ou descenso                   |
| --- | -------------------- | --- | -- | -- | -- | -- | -- | -- | --- | ------------------------------------------- |
| 1   | Flamengo (C)         | 90  | 38 | 28 | 6  | 4  | 86 | 37 | +49 | Fase de grupos da Copa Libertadores de 2020 |
| 2   | Santos               | 74  | 38 | 22 | 8  | 8  | 60 | 33 | +27 | Fase de grupos da Copa Libertadores de 2020 |
| 3   | Palmeiras            | 74  | 38 | 21 | 11 | 6  | 61 | 32 | +29 | Fase de grupos da Copa Libertadores de 2020 |
| 4   | Grêmio               | 65  | 38 | 19 | 8  | 11 | 64 | 39 | +25 | Fase de grupos da Copa Libertadores de 2020 |
| 5   | Athletico Paranaense | 64  | 38 | 18 | 10 | 10 | 51 | 32 | +19 | Fase de grupos da Copa Libertadores de 2020 |
| 6   | São Paulo            | 63  | 38 | 17 | 12 | 9  | 39 | 30 | +9  | Fase de grupos da Copa Libertadores de 2020 |
| 7   | Internacional        | 57  | 38 | 16 | 9  | 13 | 44 | 39 | +5  | Segunda fase da Copa Libertadores de 2020   |
| 8   | Corinthians          | 56  | 38 | 14 | 14 | 10 | 42 | 34 | +8  | Segunda fase da Copa Libertadores de 2020   |
| 9   | Fortaleza            | 53  | 38 | 15 | 8  | 15 | 50 | 49 | +1  | Copa Sul-Americana de 2020                  |
| 10  | Goiás                | 52  | 38 | 15 | 7  | 16 | 46 | 64 | −18 | Copa Sul-Americana de 2020                  |
| 11  | Bahia                | 49  | 38 | 12 | 13 | 13 | 44 | 43 | +1  | Copa Sul-Americana de 2020                  |
| 12  | Vasco da Gama        | 49  | 38 | 12 | 13 | 13 | 39 | 45 | −6  | Copa Sul-Americana de 2020                  |
| 13  | Atlético Mineiro     | 48  | 38 | 13 | 9  | 16 | 45 | 49 | −4  | Copa Sul-Americana de 2020                  |
| 14  | Fluminense           | 46  | 38 | 12 | 10 | 16 | 38 | 46 | −8  | Copa Sul-Americana de 2020                  |
| 15  | Botafogo             | 43  | 38 | 13 | 4  | 21 | 31 | 45 | −14 |                                             |
| 16  | Ceará                | 39  | 38 | 10 | 9  | 19 | 36 | 41 | −5  |                                             |
| 17  | Cruzeiro             | 36  | 38 | 7  | 15 | 16 | 27 | 46 | −19 | Rebaixados à Série B de 2020                |
| 18  | CSA                  | 32  | 38 | 8  | 8  | 22 | 24 | 58 | −34 | Rebaixados à Série B de 2020                |
| 19  | Chapecoense          | 32  | 38 | 7  | 11 | 20 | 31 | 52 | −21 | Rebaixados à Série B de 2020                |
| 20  | Avaí                 | 20  | 38 | 3  | 11 | 24 | 18 | 62 | −44 | Rebaixados à Série B de 2020                |

1. ↑  Flamengo e Athletico Paranaense têm vagas garantidas na Copa Libertadores de 2020 por serem campeões da Copa Libertadores de 2019 e da Copa do Brasil de 2019, respectivamente.

#### Partidas
Primeiro turno
| 27 de abril 1 | São Paulo                | 2 – 0          | Botafogo                                                  | São Paulo – SP                                                                              |  |
| 16:00 (UTC−3) | Éverton 40' · Hudson 82' | Súmula Borderô | Jonathan 9' João Paulo 12' Rodrigo Pimpão 22' Carli 90+3' | Estádio: Morumbi Público: 26 553 Renda: R$ 1 011 231,00 Árbitro: RN Caio Max Augusto Vieira |  |

| 1 de maio 2   | Goiás                                              | 1 – 2          | São Paulo                                                                       | Goiânia – GO |  |
| 21:30 (UTC−3) | Kayke 41' · Barcia 45+2', 46' · Júnior Brandão 89' | Súmula Borderô | Pato 31' · Toró 35' · Reinaldo 85' · Anderson Martins 90' · Igor Vinícius 90+3' | Estádio: Serra Dourada Público: 27 715 Renda: R$ 728 730,00 Árbitro: SC Rafael Traci Homem do jogo: Alexandre Pato |  |

| 5 de maio 3   | São Paulo                           | 1 – 1          | Flamengo | São Paulo – SP |  |
| 16:00 (UTC−3) | Anderson Martins 4' · Tchê Tchê 83' | Súmula Borderô | Berrío 9' · Lincoln 25' · Thuler 27' · Ronaldo 45+2' · Diego 64' · Trauco 85' · Rodinei 88' · Rafael Santos 90+1' | Estádio: Morumbi Público: 38 749 Renda: R$ 1 988 361,00 Árbitro: MG Ricardo Marques Ribeiro (FIFA) Homem do jogo: Diego |  |

| 12 de maio 4  | Fortaleza               | 0 – 1          | São Paulo                                      | Fortaleza – CE                                                                                         |  |
| 19:00 (UTC−3) | Felipe 58' Marcinho 78' | Súmula Borderô | Tchê Tchê 27' · Bruno Alves 36' · Hernanes 76' | Estádio: Arena Castelão Público: 41 975 Renda: R$ 949 447,00 Árbitro: GO Wilton Pereira Sampaio (FIFA) |  |

| 19 de maio 5  | São Paulo         | 0 – 0          | Bahia                                      | São Paulo – SP                                                                        |  |
| 11:00 (UTC−3) | Luan 37' Toró 71' | Súmula Borderô | Douglas Augusto 34' Gregore 49' Moisés 74' | Estádio: Morumbi Público: 44 640 Renda: R$ 2 196 501,00 Árbitro: RS Daniel Nobre Bins |  |

| 26 de maio 6  | Corinthians                                                       | 1 – 0          | São Paulo                                                  | São Paulo – SP                                                                                          |  |
| 19:00 (UTC−3) | Pedrinho 6' · Júnior Urso 75' · Danilo Avelar 80' · Sornoza 90+2' | Súmula Borderô | Antony 34' Igor Vinícius 68' Igor Gomes 77' Hernanes 90+2' | Estádio: Arena Corinthians Público: 39 378 Renda: R$ 1 916 228,30 Árbitro: SP Flávio Rodrigues de Souza |  |

| 2 de junho 7  | São Paulo                                                     | 1 – 1          | Cruzeiro                                               | São Paulo – SP |  |
| 16:00 (UTC−3) | Pato 14' · Tchê Tchê 47' · Calazans 80' · Igor Vinícius 90+4' | Súmula Borderô | Robinho 44' · Thiago Neves 52', 67' · Ariel Cabral 64' | Estádio: Pacaembu Público: 7 853 Renda: R$ 297 639,00 Árbitro: SC Bráulio da Silva Machado (FIFA) Homem do jogo: Tiago Volpi |  |

| 8 de junho 8  | Avaí                                                                  | 0 – 0          | São Paulo              | Florianópolis – SC                                                                         |  |
| 21:00 (UTC−3) | Ricardo 25' Betão 33' Brenner 33' Luan Pereira 80' Igor Fernandes 81' | Súmula Borderô | Toró 61' Tchê Tchê 72' | Estádio: Ressacada Público: 7 431 Renda: R$ 327 390,00 Árbitro: RN Caio Max Augusto Vieira |  |

| 13 de junho 9 | Atlético Mineiro                          | 1 – 1          | São Paulo                                                                  | Belo Horizonte – MG                                                                          |  |
| 20:00 (UTC−3) | Alerrandro 43' · Adílson 56' · Patric 62' | Súmula Borderô | Anderson Martins 45+3' · Hudson 49' · Igor Gomes 65' · Pato 73' · Jean 73' | Estádio: Independência Público: 17 349 Renda: R$ 522 795,00 Árbitro: RS Leandro Pedro Vuaden |  |

| 13 de julho 10 | São Paulo                                           | 1 – 1          | Palmeiras                                                       | São Paulo – SP                                                                            |  |
| 19:00 (UTC−3)  | Pablo 9' · Arboleda 36' · Hudson 44' · Raniel 90+2' | Súmula Borderô | Moisés 20' · Antônio Carlos 43' · Carlos Eduardo 54' · Dudu 71' | Estádio: Morumbi Público: 38 267 Renda: R$ 1 177 165,00 Árbitro: RJ Bruno Arleu de Araújo |  |

| 22 de julho 11 | São Paulo                                                                  | 4 – 0          | Chapecoense                                 | São Paulo – SP                                                                          |  |
| 20:00 (UTC−3)  | Igor Vinícius 35' · Antony 48' · Toró 52' · Raniel 55' · Vitor Bueno 90+1' | Súmula Borderô | Alan Ruschel 74' Everaldo 82' Douglas 90+3' | Estádio: Morumbi Público: 35 558 Renda: R$ 842 238,00 Árbitro: DF Sávio Pereira Sampaio |  |

| 27 de julho 12 | Fluminense                 | 1 – 2          | São Paulo                                                             | Rio de Janeiro – RJ                                                                        |  |
| 19:00 (UTC−3)  | González 36' · Allan 90+5' | Súmula Borderô | Reinaldo 19', 90+7' (pen) · Hernanes 52' · Arboleda 77' · Éverton 90' | Estádio: Maracanã Público: 20 011 Renda: R$ 644 375,00 Árbitro: RS Anderson Daronco (FIFA) |  |

| 21 de agosto 13 | Athletico Paranaense                                     | 0 – 1          | São Paulo                                                              | Curitiba – PR                                                                                |  |
| 19:15 (UTC−3)   | Bruno Guimarães 45+1' Thonny Anderson 61' Wellington 67' | Súmula Borderô | Vitor Bueno 39' · Reinaldo 45+2' · Arboleda 70' · Everton Felipe 90+2' | Estádio: Arena da Baixada Público: 20 047 Renda: R$ 765 475,00 Árbitro: RS Daniel Nobre Bins |  |

| 10 de agosto 14 | São Paulo | 3 – 2          | Santos                  | São Paulo – SP                                                                           |  |
| 17:00 (UTC−3)   | Raniel 9', 85' · Éverton 34' · Bruno Alves 36' · Pato 48', 71' · Reinaldo 56' (pen), 90+1' · Tchê Tchê 61' · Arboleda 84' | Súmula Borderô | Aguilar 29' · Sasha 43' | Estádio: Morumbi Público: 47 277 Renda: R$ 3 103 842,00 Árbitro: SP Raphael Claus (FIFA) |  |

| 18 de agosto 15 | São Paulo                                                     | 1 – 0          | Ceará                          | São Paulo – SP |  |
| 16:00 (UTC−3)   | Daniel Alves 39' · Éverton 57' · Bruno Alves 69' · Luan 90+2' | Súmula Borderô | Lima 45+2' Samuel Xavier 90+2' | Estádio: Morumbi Público: 47 705 Renda: R$ 3 353 610,00 Árbitro: PE Gilberto Rodrigues Castro Júnior Homem do jogo: Daniel Alves |  |

| 25 de agosto 16 | Vasco da Gama                                                                                                   | 2 – 0          | São Paulo                                                  | Rio de Janeiro – RJ |  |
| 16:00 (UTC−3)   | Henrique 21' · Talles Magno 56', 57' · Marrony 62' · Fellipe Bastos 81', PJ · Richard 90+3' · Leandro Castán PJ | Súmula Borderô | Léo 17' Raniel 36' Anderson Martins 42' Everton Felipe 87' | Estádio: São Januário Público: 19 191 Renda: R$ 637 879,00 Árbitro: RS Anderson Daronco (FIFA) Homem do jogo: Talles Magno |  |

| 31 de agosto 17 | São Paulo       | 0 – 0          | Grêmio      | São Paulo – SP                                                                              |  |
| 11:00 (UTC−3)   | Antony 18', 86' | Súmula Borderô | Luciano 66' | Estádio: Morumbi Público: 46 997 Renda: R$ 2 948 464,00 Árbitro: RN Caio Max Augusto Vieira |  |

| 7 de setembro 18 | Internacional                            | 1 – 0          | São Paulo                                                                  | Porto Alegre – RS                                                                            |  |
| 19:00 (UTC−3)    | Bruno Silva 43' · Rafael Sóbis 75' (pen) | Súmula Borderô | Reinaldo 39' Liziero 48' Hudson 74' Anderson Martins 79' Igor Vinícius 83' | Estádio: Beira-Rio Público: 13 552 Renda: R$ 631 570,00 Árbitro: RJ Marcelo de Lima Henrique |  |

| 15 de setembro 19 | São Paulo               | 1 – 1          | CSA                                                              | São Paulo – SP                                                                        |  |
| 19:00 (UTC−3)     | Pato 58' · Reinaldo 86' | Súmula Borderô | Bustamante 54' · Jordi 70' · Bruno Alves 80' · Jean Cléber 90+5' | Estádio: Morumbi Público: 29 779 Renda: R$ 951 615,00 Árbitro: SC Héber Roberto Lopes |  |

Segundo turno
| 21 de setembro 20 | Botafogo                                                       | 1 – 2          | São Paulo                       | Rio de Janeiro – RJ                                                                                |  |
| 11:00 (UTC−3)     | Cícero 26' · João Paulo 45' · Luiz Fernando 73' · Fernando 76' | Súmula Borderô | Hernanes 36', 58' · Pablo 90+1' | Estádio: Nilton Santos Público: 15 821 Renda: R$ 414 516,00 Árbitro: RS Jean Pierre Gonçalves Lima |  |

| 25 de setembro 21 | São Paulo                  | 0 – 1          | Goiás                                                                          | São Paulo – SP |  |
| 21:30 (UTC−3)     | Arboleda 49' Helinho 90+4' | Súmula Borderô | Barcia 15' · Jefferson 31' · Yago Rocha 69' · Michael 72' · Marcelo Hermes 89' | Estádio: Morumbi Público: 12 505 Renda: R$ 416 972,00 Árbitro: RJ Bruno Arleu de Araújo Homem do jogo: Tadeu Antonio Ferreira |  |

| 28 de setembro 22 | Flamengo                                    | 0 – 0          | São Paulo                                         | Rio de Janeiro – RJ                                                               |  |
| 19:00 (UTC−3)     | Éverton Ribeiro 34' Gabriel 75' Rafinha 84' | Súmula Borderô | Hernanes 31' Reinaldo 42' Pablo 90' Liziero 90+4' | Estádio: Maracanã Público: 62 541 Renda: R$ 3 541 963,25 Árbitro: SC Rafael Traci |  |

| 5 de outubro 23 | São Paulo                                                         | 2 – 1          | Fortaleza                                                                 | São Paulo – SP                                                                       |  |
| 17:00 (UTC−3)   | Pablo 15', 18' · Arboleda 46' · Daniel Alves 66' · Igor Gomes 78' | Súmula Borderô | Wellington Paulista 38' (pen), 82' · Nelson Simões 66' · Gabriel Dias 81' | Estádio: Pacaembu Público: 31 964 Renda: R$ 650 396,00 Árbitro: BA Diego Pombo Lopez |  |

| 9 de outubro 24 | Bahia                       | 0 – 0          | São Paulo     | Salvador – BA                                                                                              |  |
| 21:00 (UTC−3)   | Lucas Fonseca 80' Artur 90' | Súmula Borderô | Tchê Tchê 77' | Estádio: Arena Fonte Nova Público: 31 726 Renda: R$ 619 845,00 Árbitro: SC Bráulio da Silva Machado (FIFA) |  |

| 13 de outubro 25 | São Paulo          | 1 – 0          | Corinthians | São Paulo – SP                                                                           |  |
| 18:00 (UTC−3)    | Reinaldo 65' (pen) | Súmula Borderô | Gustavo 81' | Estádio: Morumbi Público: 37 561 Renda: R$ 1 865 626,00 Árbitro: SP Raphael Claus (FIFA) |  |

| 16 de outubro 26 | Cruzeiro                                | 1 – 0          | São Paulo                       | Belo Horizonte – MG                                                                              |  |
| 21:00 (UTC−3)    | Fred 52' · Thiago Neves 58' · David 67' | Súmula Borderô | Reinaldo 52' Daniel Alves 90+3' | Estádio: Mineirão Público: 26 313 Renda: R$ 350 646,00 Árbitro: GO Wilton Pereira Sampaio (FIFA) |  |

| 20 de outubro 27 | São Paulo                                                                   | 1 – 0          | Avaí                             | São Paulo – SP |  |
| 16:00 (UTC−3)    | Bruno Alves 45+1' · Daniel Alves 48' · Arboleda 51' · Luan 70' · Antony 74' | Súmula Borderô | Brenner 23' Richard Franco 90+2' | Estádio: Morumbi Público: 20 763 Renda: R$ 714 527,00 Árbitro: PA Dewson Fernando Freitas da Silva (FIFA) Homem do jogo: Daniel Alves |  |

| 27 de outubro 28 | São Paulo                        | 2 – 0          | Atlético Mineiro | São Paulo – SP |  |
| 16:00 (UTC−3)    | Igor Gomes 50' · Vitor Bueno 56' | Súmula Borderô |                  | Estádio: Morumbi Público: 18 815 Renda: R$ 745 836,00 Árbitro: RJ Bruno Arleu de Araújo Homem do jogo: Igor Gomes |  |

| 30 de outubro 29 | Palmeiras                                                 | 3 – 0          | São Paulo | São Paulo – SP                                                                                  |  |
| 19:30 (UTC−3)    | Bruno Henrique 11' · Felipe Melo 42' · Gustavo Scarpa 57' | Súmula Borderô |           | Estádio: Allianz Parque Público: 29 481 Renda: R$ 1 731 916,80 Árbitro: SP Raphael Claus (FIFA) |  |

| 2 de novembro 30 | Chapecoense                  | 0 – 3          | São Paulo                                                                        | Chapecó – SC                                                                                 |  |
| 21:00 (UTC−3)    | Márcio Araújo 58' Renato 84' | Súmula Borderô | Bruno Alves 6' · Vitor Bueno 24' · Tiago Volpi 67' · Igor Gomes 68' · Antony 79' | Estádio: Arena Condá Público: 8 565 Renda: R$ 281 510,00 Árbitro: RS Anderson Daronco (FIFA) |  |

| 7 de novembro 31 | São Paulo                 | 0 – 2          | Fluminense                              | São Paulo – SP                                                                      |  |
| 19:30 (UTC−3)    | Daniel Alves 61' Pato 84' | Súmula Borderô | Digão 37' · Marcos Paulo 39' · Nenê 90' | Estádio: Morumbi Público: 17 650 Renda: R$ 504 461,00 Árbitro: RS Daniel Nobre Bins |  |

| 10 de novembro 32 | São Paulo               | 0 – 1          | Athletico Paranaense                              | São Paulo – SP |  |
| 16:00 (UTC−3)     | Reinaldo 54' Antony 86' | Súmula Borderô | Camacho 45' · Wellington 56' · Marcelo Cirino 89' | Estádio: Morumbi Público: 13 795 Renda: R$ 397 902,00 Árbitro: RJ Wagner do Nascimento Magalhães (FIFA) Homem do jogo: Santos |  |

| 16 de novembro 33 | Santos           | 1 – 1          | São Paulo                                                        | Santos – SP                                                                                      |  |
| 17:00 (UTC−3)     | Sánchez 7' (pen) | Súmula Borderô | Bruno Alves 25' · Vitor Bueno 32' · Daniel Alves 54' · Pablo 84' | Estádio: Vila Belmiro Público: 14 062 Renda: R$ 602 192,50 Árbitro: SP Flávio Rodrigues de Souza |  |

| 24 de novembro 34 | Ceará                                                                  | 1 – 1          | São Paulo                        | Fortaleza – CE                                                                        |  |
| 19:00 (UTC−3)     | Samuel Xavier 31' · Fabinho 58' · Luiz Otávio 81' · Felipe Silva 90+5' | Súmula Borderô | Vitor Bueno 45+1' · Juanfran 86' | Estádio: Arena Castelão Público: 28 233 Renda: R$ 368 684,00 Árbitro: SC Rafael Traci |  |

| 28 de novembro 35 | São Paulo                                                          | 1 – 0          | Vasco da Gama              | São Paulo – SP                                                                          |  |
| 20:30 (UTC−3)     | Antony 5' · Tchê Tchê 40' · Juanfran 53' · Reinaldo 54' · Luan 77' | Súmula Borderô | Marcos Júnior 43' Raul 89' | Estádio: Morumbi Público: 11 970 Renda: R$ 343 649,00 Árbitro: DF Sávio Pereira Sampaio |  |

| 1 de dezembro 36 | Grêmio                               | 3 – 0          | São Paulo | Porto Alegre – RS                                                                                  |  |
| 19:00 (UTC−3)    | Luciano 55' (pen), 61' · Alisson 58' | Súmula Borderô |           | Estádio: Arena do Grêmio Público: 22 039 Renda: R$ 865 901,00 Árbitro: RJ Marcelo de Lima Henrique |  |

| 4 de dezembro 37 | São Paulo                                                           | 2 – 1          | Internacional                                                                           | São Paulo – SP |  |
| 21:30 (UTC−3)    | Tchê Tchê 11' · Antony 15' · Vitor Bueno 18', 49' · Bruno Alves 36' | Súmula Borderô | Rodrigo Lindoso 25' · Rafael Sóbis 42' · Guilherme Parede 69' · Cuesta 71' · Uendel 89' | Estádio: Morumbi Público: 30 822 Renda: R$ 487 784,00 Árbitro: SC Bráulio da Silva Machado (FIFA) Homem do jogo: Antony |  |

| 8 de dezembro 38 | CSA                                | 1 – 2          | São Paulo                                                                    | Maceió – AL                                                                              |  |
| 16:00 (UTC−3)    | Jarro Pedroso 43' · Bustamante 56' | Súmula Borderô | Toró 10' · Igor Vinícius 13' · Helinho 41', 47' · Gabriel Sara 79' · Léo 90' | Estádio: Rei Pelé Público: 7 810 Renda: R$ 112 265,00 Árbitro: TO Alisson Sidnei Furtado |  |

### Copa do Brasil

#### Fase final
Oitavas de final
| 22 de maio Ida | São Paulo                                  | 0 – 1          | Bahia                                                                       | São Paulo – SP                                                                          |  |
| 21:30 (UTC−3)  | Tchê Tchê 30' Igor Vinícius 57' Antony 89' | Súmula Borderô | Fernandão 21' · Gregore 36' · Douglas Augusto 58' · Élber 72' · Douglas 88' | Estádio: Morumbi Público: 19 508 Renda: R$ 655 711,00 Árbitro: RJ Bruno Arleu de Araújo |  |

| 29 de maio Volta | Bahia                             | 1 – 0 (2–0 agr.) | São Paulo                                                              | Salvador – BA                                                                                       |  |
| 21:30 (UTC−3)    | Douglas Augusto 25' · Ernando 59' | Súmula Borderô   | Bruno Alves 13' Igor Vinícius 40' Hudson 81' Reinaldo 82' Arboleda 87' | Estádio: Arena Fonte Nova Público: 36 016 Renda: R$ 995 799,00 Árbitro: RJ Marcelo de Lima Henrique |  |

## Estatísticas

### Desempenho
| Competição            | J  | V  | E  | D  | GP | GS | SG | %     |
| --------------------- | -- | -- | -- | -- | -- | -- | -- | ----- |
| Campeonato Paulista   | 18 | 6  | 6  | 6  | 17 | 13 | +4 | 44%   |
| CONMEBOL Libertadores | 2  | 0  | 1  | 1  | 0  | 2  | –2 | 17%   |
| Campeonato Brasileiro | 38 | 17 | 12 | 9  | 39 | 30 | +9 | 55%   |
| Copa do Brasil        | 2  | 0  | 0  | 2  | 0  | 2  | –2 | 0%    |
| Total                 | 60 | 23 | 19 | 18 | 56 | 47 | +9 | 48,9% |

### Artilharia
| Nº | Jogador          | Posição          | Paulistão | Libertadores | Brasileirão | Copa do Brasil | Total |
| -- | ---------------- | ---------------- | --------- | ------------ | ----------- | -------------- | ----- |
| 1  | Pablo            | Atacante         | 4         |              | 3           |                | 7     |
| 2  | Antony           | Ponta            | 2         |              | 4           |                | 6     |
| 2  | Reinaldo         | Lateral-esquerdo | 1         |              | 5           |                | 6     |
| 2  | Vitor Bueno      | Meia-atacante    |           |              | 6           |                | 6     |
| 3  | Alexandre Pato   | Atacante         |           |              | 5           |                | 5     |
| 4  | Hernanes         | Meio-campo       | 2         |              | 2           |                | 4     |
| 4  | Igor Gomes       | Meia-atacante    | 2         |              | 2           |                | 4     |
| 5  | Toró             | Ponta            |           |              | 3           |                | 3     |
| 6  | Arboleda         | Zagueiro         | 1         |              | 1           |                | 2     |
| 6  | Daniel Alves     | Lateral-direito  |           |              | 2           |                | 2     |
| 6  | Éverton          | Ponta            | 1         |              | 1           |                | 2     |
| 6  | Hudson           | Volante          | 1         |              | 1           |                | 2     |
| 7  | Anderson Martins | Zagueiro         | 1         |              |             |                | 1     |
| 7  | Bruno Alves      | Zagueiro         |           |              | 1           |                | 1     |
| 7  | Diego Souza      | Centroavante     | 1         |              |             |                | 1     |
| 7  | Igor Vinícius    | Lateral-direito  |           |              | 1           |                | 1     |
| 7  | Liziero          | Meio-campo       | 1         |              |             |                | 1     |
| 7  | Raniel           | Atacante         |           |              | 1           |                | 1     |
| 7  | Tchê Tchê        | Volante          |           |              | 1           |                | 1     |

### Assistências
| Nº | Jogador       | Posição          | Paulistão | Libertadores | Brasileirão | Copa do Brasil | Total |
| -- | ------------- | ---------------- | --------- | ------------ | ----------- | -------------- | ----- |
| 1  | Antony        | Ponta            |           |              | 6           |                | 6     |
| 2  | Nenê          | Meia-atacante    | 4         |              | 1           |                | 5     |
| 3  | Hernanes      | Meio-campo       |           |              | 4           |                | 4     |
| 3  | Reinaldo      | Lateral-esquerdo | 3         |              | 1           |                | 4     |
| 4  | Daniel Alves  | Lateral-direito  |           |              | 3           |                | 3     |
| 4  | Éverton       | Ponta            | 1         |              | 2           |                | 3     |
| 5  | Hudson        | Volante          | 1         |              | 1           |                | 2     |
| 5  | Igor Gomes    | Meia-atacante    |           |              | 2           |                | 2     |
| 5  | Igor Vinícius | Lateral-direito  |           |              | 2           |                | 2     |
| 5  | Juanfran      | Lateral-direito  |           |              | 2           |                | 2     |
| 6  | Araruna       | Volante          | 1         |              |             |                | 1     |
| 6  | Arboleda      | Zagueiro         |           |              | 1           |                | 1     |
| 6  | Bruno Alves   | Zagueiro         |           |              | 1           |                | 1     |
| 6  | Gabriel Sara  | Meia-atacante    |           |              | 1           |                | 1     |
| 6  | Jucilei       | Volante          | 1         |              |             |                | 1     |
| 6  | Léo           | Lateral-esquerdo | 1         |              |             |                | 1     |
| 6  | Liziero       | Meio-campo       |           |              | 1           |                | 1     |
| 6  | Pablo         | Atacante         |           |              | 1           |                | 1     |
| 6  | Raniel        | Atacante         |           |              | 1           |                | 1     |
| 6  | Toró          | Ponta            |           |              | 1           |                | 1     |
| 6  | Vitor Bueno   | Meia-atacante    |           |              | 1           |                | 1     |

### Aparições e cartões
| 1                                                           | Jean             | 1      |   |   |       |   |   |         | 1 |   |       |   |   | 1       | 1  |   |
| 2                                                           | Igor Vinícius    | 7 (1)  | 2 |   |       |   |   | 13 (6)  | 3 | 2 | 2     | 2 |   | 22 (7)  | 7  | 2 |
| 3                                                           | Bruno Alves      | 15     | 4 |   | 2     |   |   | 33      | 6 |   | 2     | 1 |   | 52      | 11 |   |
| 4                                                           | Anderson Martins | 11     | 2 |   |       |   |   | 10 (1)  | 5 |   |       |   |   | 21 (1)  | 7  |   |
| 5                                                           | Arboleda         | 12 (1) | 2 |   | 2     |   |   | 29      | 6 |   | 1     |   | 1 | 44 (1)  | 8  | 1 |
| 6                                                           | Reinaldo         | 15     | 4 |   | 2     |   |   | 35      | 8 |   | 1     | 1 |   | 53      | 13 |   |
| 7                                                           | Alexandre Pato   |        |   |   |       |   |   | 18 (2)  | 2 |   | 1 (1) |   |   | 19 (3)  | 2  |   |
| 8                                                           | Jucilei          | 4 (2)  |   |   | 1     |   |   | 4       |   |   |       |   |   | 9 (2)   |    |   |
| 9                                                           | Pablo            | 13     | 3 |   | 2     | 1 |   | 13      | 3 |   |       |   |   | 28      | 7  |   |
| 10                                                          | Daniel Alves     |        |   |   |       |   |   | 20      | 4 |   |       |   |   | 20      | 4  |   |
| 11                                                          | Helinho          | 6 (4)  | 1 |   | 1     |   |   | 1 (7)   | 3 | 1 | 1     |   |   | 9 (11)  | 4  | 1 |
| 12                                                          | Vitor Bueno      |        |   |   |       |   |   | 18 (10) | 2 |   | (1)   |   |   | 18 (11) | 2  |   |
| 13                                                          | Luan             | 11     | 2 |   |       |   |   | 18 (5)  | 4 |   | 1     |   |   | 30 (5)  | 6  |   |
| 14                                                          | Liziero          | 6 (2)  | 1 |   |       |   |   | 16 (5)  | 2 |   |       |   |   | 22 (7)  | 3  |   |
| 15                                                          | Hernanes         | 6 (3)  | 2 |   | 2     | 2 |   | 13 (12) | 4 |   | 1     |   |   | 22 (15) | 8  |   |
| 16                                                          | Léo              | 3 (6)  |   |   |       |   |   | 3 (2)   | 2 |   | 1     |   |   | 7 (8)   | 2  |   |
| 18                                                          | Juan             |        |   |   |       |   |   | 1       |   |   |       |   |   | 1       |    |   |
| 19                                                          | Calazans         |        |   |   |       |   |   | 1 (3)   | 1 |   |       |   |   | 1 (3)   | 1  |   |
| 20                                                          | Juanfran         |        |   |   |       |   |   | 14 (3)  | 2 |   |       |   |   | 14 (3)  | 2  |   |
| 21                                                          | Raniel           |        |   |   |       |   |   | 8 (6)   | 2 | 1 |       |   |   | 8 (6)   | 2  | 1 |
| 22                                                          | Éverton          | 9 (1)  | 1 |   | 2     | 1 | 1 | 12 (4)  | 3 |   | 2     |   |   | 25 (5)  | 5  | 1 |
| 23                                                          | Tiago Volpi      | 17     | 2 |   | 2     |   |   | 37      | 1 |   | 2     |   |   | 58      | 3  |   |
| 25                                                          | Hudson           | 12 (2) | 6 |   | 1     | 2 | 1 | 11 (5)  | 3 |   | 1     | 1 |   | 25 (7)  | 12 | 1 |
| 26                                                          | Igor Gomes       | 7      | 1 |   |       |   |   | 11 (15) | 3 |   | 1 (1) |   |   | 19 (16) | 4  |   |
| 27                                                          | Diego Costa      |        |   |   |       |   |   | (1)     |   |   |       |   |   | (1)     |    |   |
| 28                                                          | Tchê Tchê        |        |   |   |       |   |   | 35      | 7 |   | 2     | 1 |   | 37      | 8  |   |
| 34                                                          | Danilo Gomes     |        |   |   |       |   |   | (1)     |   |   |       |   |   | (1)     |    |   |
| 38                                                          | Fabinho          |        |   |   |       |   |   | (1)     |   |   |       |   |   | (1)     |    |   |
| 39                                                          | Antony           | 11 (2) | 2 |   | (1)   |   |   | 27 (2)  | 5 | 1 | (1)   | 1 |   | 38 (6)  | 8  | 1 |
| 40                                                          | Lucas Perri      |        |   |   |       |   |   | 1       |   |   |       |   |   | 1       |    |   |
| 41                                                          | Júnior           |        |   |   |       |   |   |         |   |   |       |   |   |         |    |   |
| 42                                                          | Gabriel Sara     |        |   |   |       |   |   | 1 (5)   | 1 |   |       |   |   | 1 (5)   | 1  |   |
| 43                                                          | Walce            |        |   |   |       |   |   | 4       |   |   | 1     |   |   | 5       |    |   |
| 44                                                          | Toró             |        |   |   |       |   |   | 11 (6)  | 1 | 1 | 2     |   |   | 13 (6)  | 1  | 1 |
|                                                             | Carneiro         | 8 (1)  |   | 1 |       |   |   |         |   |   |       |   |   | 8 (1)   |    | 1 |
| Jogadores que saíram do clube antes do término da temporada |                  |        |   |   |       |   |   |         |   |   |       |   |   |         |    |   |
| 9                                                           | Diego Souza      | 2 (4)  |   |   | 1 (1) |   |   |         |   |   |       |   |   | 3 (5)   |    |   |
| 10                                                          | Nenê             | 4 (7)  |   |   | 1 (1) |   |   | (2)     |   |   | (2)   |   |   | 5 (12)  |    |   |
| 17                                                          | Willian Farias   | 3 (1)  |   |   | 1 (1) |   |   | (1)     |   |   |       |   |   | 4 (3)   |    |   |
| 18                                                          | Everton Felipe   | 7 (3)  | 1 |   |       |   |   | (3)     | 3 |   |       |   |   | 7 (6)   | 4  |   |
| 20                                                          | Bruno Peres      | 4 (2)  |   |   | 2     | 1 |   |         |   |   |       |   |   | 6 (2)   | 1  |   |
| 21                                                          | Biro Biro        | (2)    |   |   |       |   |   |         |   |   |       |   |   | (2)     |    |   |
| 27                                                          | Jonatan Gómez    | (3)    |   |   |       |   |   |         |   |   |       |   |   | (3)     |    |   |
| 28                                                          | Araruna          | 1 (1)  |   |   | (1)   |   |   |         |   |   |       |   |   | 1 (2)   |    |   |
| 29                                                          | Lucas Fernandes  |        |   |   |       |   |   |         |   |   |       |   |   |         |    |   |
| 30                                                          | Brenner          | (5)    |   |   |       |   |   | (1)     |   |   |       |   |   | (6)     |    |   |
| 32                                                          | Lucas Kal        |        |   |   |       |   |   |         |   |   |       |   |   |         |    |   |
| 34                                                          | Rodrigo          | 1      |   |   |       |   |   |         |   |   |       |   |   | 1       |    |   |
| 36                                                          | Edimar           |        |   |   |       |   |   |         |   |   |       |   |   |         |    |   |
| 40                                                          | Lucas Paes       |        |   |   |       |   |   |         |   |   |       |   |   |         |    |   |

- Entre (parênteses), jogos em que entraram no decorrer da partida.

## Público

### Dados gerais
| Competição            | Público | Partidas | Média  |
| --------------------- | ------- | -------- | ------ |
| Campeonato Paulista   | 199.284 | 9        | 22.142 |
| CONMEBOL Libertadores | 44.737  | 1        | 44.737 |
| Campeonato Brasileiro | 559.203 | 19       | 29.431 |
| Copa do Brasil        | 19.508  | 1        | 19.508 |
| Total                 | 822.732 | 30       | 27.424 |

- Arrecadação com bilheteria:  R$ 38.833.014,50[110]

### Maiores públicos
| Nº | Público | Mandante  | Placar | Visitante   | Estádio | Data            | Competição            | Etapa        | Renda           |
| -- | ------- | --------- | ------ | ----------- | ------- | --------------- | --------------------- | ------------ | --------------- |
| 1  | 58.713  | São Paulo | 0–0    | Corinthians | Morumbi | 14 de abril     | Campeonato Paulista   | Final        | R$ 6.350.830,00 |
| 2  | 47.705  | São Paulo | 1–0    | Ceará       | Morumbi | 18 de agosto    | Campeonato Brasileiro | 15.ª rodada  | R$ 3.353.610,00 |
| 3  | 47.277  | São Paulo | 3–2    | Santos      | Morumbi | 10 de agosto    | Campeonato Brasileiro | 14.ª rodada  | R$ 3.103.842,00 |
| 4  | 46.997  | São Paulo | 0–0    | Grêmio      | Morumbi | 31 de agosto    | Campeonato Brasileiro | 17.ª rodada  | R$ 2.948.464,00 |
| 5  | 44.737  | São Paulo | 0–0    | Talleres    | Morumbi | 13 de fevereiro | CONMEBOL Libertadores | Segunda fase | R$ 3.032.195,00 |
| 6  | 44.640  | São Paulo | 0–0    | Bahia       | Morumbi | 19 de maio      | Campeonato Brasileiro | 5.ª rodada   | R$ 2.196.501,00 |
| 7  | 43.202  | São Paulo | 0–0    | Palmeiras   | Morumbi | 30 de março     | Campeonato Paulista   | Semifinal    | R$ 1.809.853,00 |
| 8  | 38.749  | São Paulo | 1–1    | Flamengo    | Morumbi | 5 de maio       | Campeonato Brasileiro | 3.ª rodada   | R$ 1.988.361,00 |
| 9  | 38.267  | São Paulo | 1–1    | Palmeiras   | Morumbi | 13 de julho     | Campeonato Brasileiro | 10.ª rodada  | R$ 1.177.165,00 |
| 10 | 37.561  | São Paulo | 1–0    | Corinthians | Morumbi | 13 de outubro   | Campeonato Brasileiro | 25.ª rodada  | R$ 1.865.626,00 |

### Menores públicos
| Nº | Público | Mandante  | Placar | Visitante            | Estádio  | Data            | Competição            | Etapa       | Renda         |
| -- | ------- | --------- | ------ | -------------------- | -------- | --------------- | --------------------- | ----------- | ------------- |
| 1  | 7.853   | São Paulo | 1–1    | Cruzeiro             | Pacaembu | 2 de junho      | Campeonato Brasileiro | 7.ª rodada  | R$ 297.639,00 |
| 2  | 8.855   | São Paulo | 1–0    | São Bento            | Pacaembu | 3 de fevereiro  | Campeonato Paulista   | 5.ª rodada  | R$ 297.373,00 |
| 3  | 9.985   | São Paulo | 1–1    | Ferroviária          | Pacaembu | 9 de março      | Campeonato Paulista   | 10.ª rodada | R$ 267.057,00 |
| 4  | 10.391  | São Paulo | 0–0    | Red Bull Brasil      | Morumbi  | 24 de fevereiro | Campeonato Paulista   | 8.ª rodada  | R$ 255.422,00 |
| 5  | 11.505  | São Paulo | 0–1    | Guarani              | Pacaembu | 31 de janeiro   | Campeonato Paulista   | 4.ª rodada  | R$ 292.238,50 |
| 6  | 11.970  | São Paulo | 1–0    | Vasco da Gama        | Morumbi  | 28 de novembro  | Campeonato Brasileiro | 35.ª rodada | R$ 343.649,00 |
| 7  | 12.505  | São Paulo | 0–1    | Goiás                | Morumbi  | 25 de setembro  | Campeonato Brasileiro | 21.ª rodada | R$ 416.972,00 |
| 8  | 13.795  | São Paulo | 0–1    | Athletico Paranaense | Morumbi  | 10 de novembro  | Campeonato Brasileiro | 32.ª rodada | R$ 397.902,00 |
| 9  | 17.650  | São Paulo | 0–2    | Fluminense           | Morumbi  | 7 de novembro   | Campeonato Brasileiro | 31.ª rodada | R$ 504.461,00 |
| 10 | 17.705  | São Paulo | 0–1    | Palmeiras            | Pacaembu | 16 de março     | Campeonato Paulista   | 11.ª rodada | R$ 689.900,00 |